# Patriotische Bewegung für die Republik
Die Patriotische Bewegung für die Republik (französisch: Mouvement Patriotique pour la République, Kürzel: MPR-Jamhuriya) ist eine politische Partei in Niger.

## Geschichte
Die Patriotische Bewegung für Republik wurde am 11. Oktober 2015 unter der Führung von Albadé Abouba als Abspaltung von der Nationalen Bewegung der Entwicklungsgesellschaft (MNSD-Nassara) gegründet. Abouba war Generalsekretär des MNSD-Nassara gewesen. Er und seine Getreuen hatten gegen den Willen des MNSD-Nassara-Vorsitzenden Seini Oumarou die Oppositionsrolle verlassen und mit Staatspräsident Mahamadou Issoufou von der Nigrischen Partei für Demokratie und Sozialismus (PNDS-Tarayya) zusammengearbeitet. Generalsekretär der Patriotischen Bewegung für Republik wurde Sani Maïgochi. Der Vorsitz der Parteisektion in der Hauptstadt Niamey übernahm Amadou Salifou.
Bei den Parlamentswahlen von 2016 gewann die Patriotische Bewegung für Republik 13 von 171 Sitzen in der Nationalversammlung. Bei den Präsidentschaftswahlen von 2016 unterstützte sie den siegreichen Amtsinhaber Mahamadou Issoufou (PNDS-Tarayya). Albadé Abouda erhielt den Posten des Staatsministers für Ackerbau und Viehzucht in Issoufous Regierung. Oumarou Alma, der Vorsitzende der MPR-Jamhuriya-Sektion von Zinder, wirkte ebenfalls als Minister.
Anfang 2020 verließen mehrere bedeutende Parteifunktionäre im Konflikt mit dem Vorsitzenden Albadé Abouba den MPR-Jamhuriya. Dazu gehörten die Sektion von Zinder um Oumarou Alma, der sich mit Sani Maïgochi in der neuen Partei Bündnis für Frieden und Fortschritt (RPP-Farilla) zusammentat, und die Sektion von Niamey um Amadou Salifou, der mit dem Bündnis der Bürger für die Republik (RCPR-As-Salam) ebenfalls eine neue Partei gründete. Der Parteisekretär für Kommunikation Issaka Siradji und die von ihm angeführte Ortsgruppe von Tanout wechselten vom MPR-Jamhuriya zum PNDS-Tarayya.
Aus den Parlamentswahlen von 2020 ging die Patriotische Bewegung für die Republik mit 14 von 171 Sitzen in der Nationalversammlung hervor. Der Parteivorsitzende Albadé Abouba wurde bei den Präsidentschaftswahlen von 2020 mit 7,07 % der Wählerstimmen vierter von 30 Bewerbern um das höchste Amt im Staat.